# Malala Yousafzai
Malala Yousafzai (tiếng Pashtun: ملاله یوسفزۍ Malālah Yūsafzay, sinh ngày 12 tháng 7 năm 1997) là một nữ sinh đến từ thị xã Mingora ở huyện Swat, tỉnh Khyber Pakhtunkhwa, Pakistan. Cô bé được biết đến với hoạt động nữ quyền của mình, đặc biệt tại thung lũng Swat, nơi Taliban đã từng cấm nữ giới đi học. Đầu năm 2009, lúc cô 11-12 tuổi, Yousafzai đã thu hút sự chú ý của mọi người khi cô viết blog cho BBC kể chi tiết cuộc sống của cô dưới chế độ Taliban, nỗ lực của Taliban kiểm soát thung lũng và quan điểm của cô bé về xúc tiến giáo dục cho nữ giới. Mùa hè năm sau, một bộ phim tài liệu của New York Times đã được quay về cuộc sống của cô bé khi quân đội Pakistan can thiệp vào khu vực, dẫn đến Cuộc chiến Swat lần thứ hai. Yousafzai bắt đầu trở nên nổi tiếng, cô được phỏng vấn trên các bài báo in và trên truyền hình. Cô bé đã được đề cử giải thưởng hòa bình trẻ em quốc tế bởi Desmond Tutu, một nhà hoạt động đấu tranh cho nhân quyền gốc Nam Phi.
Ngày 9 tháng 10 năm 2012, hai tay súng đã chặn xe buýt chở Malala từ trường về nhà gần một trạm kiểm soát quân sự và xả súng bắn vào đầu và cổ của cô. Trong những ngày sau cuộc tấn công, cô bé bất tỉnh và lâm vào tình trạng nguy kịch, và đến ngày 15 tháng 10 cô đã được chuyển sang Bệnh viện Nữ hoàng Elizabeth ở Birmingham, Vương quốc Liên hiệp Anh để tiếp tục điều trị. Một nhóm 50 giáo sĩ Hồi giáo ở Pakistan đã ban hành một tuyên thệ sẽ chống lại những kẻ cố gắng giết chết cô bé. Tuy nhiên Taliban vẫn giữ ý đồ giết Yousafzai và cha của cô, Ziauddin Yousafzai.
Cựu thủ tướng Anh Gordon Brown đã phát động một đợt thỉnh nguyện Liên hiệp quốc nhân danh Yousafzai, sử dụng thông điệp "I am Malala" (tạm dịch: tôi là Malala) là đề xuất rằng cho đến cuối năm 2015 thì tất cả trẻ em trên toàn thế giới phải được đi học. Brown nói rằng ông sẽ gửi đơn thỉnh nguyện cho tổng thống Pakistan Asif Ali Zardari vào tháng 11.
Vụ ám sát đã biến cô trở thành biểu tượng toàn cầu. Cả đất nước Pakistan phẫn nộ, ngày 12 tháng 10 năm 2012, người dân cả nước Pakistan đã cầu nguyện cho Malala. Làn sóng cầu nguyện cũng lan sang Afghanistan và các nước Hồi giáo khác. Chính phủ Hoa Kỳ, Tổng thư ký Liên Hợp Quốc Ban Ki Moon, UNICEF, Quỹ Phụ nữ toàn cầu... đều lên án hành vi tàn bạo của Taliban.
Ngày 10 tháng 10 năm 2014, Yousafzai đã được công bố là người đoạt giải Nobel Hòa bình năm 2014, trở thành người đoạt giải Nobel trẻ nhất, cùng với Kailash Satyarthi người Ấn Độ. Cô trở thành người Pakistan thứ hai đoạt giải Nobel, sau Abdus Salam.

## Thiếu thời
Malala Yousafzai sinh ra vào ngày 12 tháng 7 năm 1997 trong một gia đình người Pashtun, theo Hồi giáo Sunni. Tên của cô, Malala (trong tiếng Pashtun có nghĩa là đau buồn) được đặt theo tên của một nữ thi sĩ và chiến binh người Afghanistan, Malalai của Maiwand. Cô bé mang tên họ là Yousafzai, họ của một liên minh bộ lạc hùng mạnh ở Thung lũng Swat, nơi cô lớn lên. Cô sống cùng với bố mẹ, hai em trai và nuôi hai con gà ở Mingora.
Bố của Yousafzai, Ziauddin Yousafzai là người dạy dỗ cô nhiều nhất. Ông là một nhà thơ, hiệu trưởng và là một nhà hoạt động giáo dục. Ông đứng đầu một chuỗi trường học có tên là Trường Công lập Khushal. Trong một buổi phỏng vấn, Yousafzai nói rằng ban đầu cô có ước mơ làm bác sĩ, tuy nhiên cha của cô là người động viên cô đi theo lối đi của một nhà hoạt động chính trị. Cha của cô cũng coi cô là một người đặc biệt, ông thường nói về những chuyện liên quan đến chính trị với con gái khi hai người em trai của cô bé đã đi ngủ.
Yousafzai bắt đầu phát biểu về quyền giáo dục từ tháng 9 năm 2008, khi cha cô đưa cô tới Peshawar để phát biểu tại một câu lạc bộ báo chí địa phương. Cô đã phát biểu, "Tại sao Taliban lại dám tước lấy quyền được giáo dục cơ bản của tôi?", lời phát biểu này sau đó được đăng tải lên các báo trong nước và các kênh truyền hình.

### Viết blog cho BBC
Malala Yousafzai, BBC, 3 tháng 1 năm 2009
Cuối năm 2008, nhà báo Aamer Ahmed Khan của trang web BBC tiếng Urdu cùng các đồng nghiệp đã thỏa thuận rằng tìm một nữ sinh ở quận Swat để kể lại ảnh hưởng của Taliban đang gia tăng tại đấy. Họ đã liên lạc được với một giáo viên địa phương Ziauddin Yousafzai, tuy nhiên không nữ sinh nào dám làm điều đó vì theo gia đình họ, việc đó quá nguy hiểm. Cuối cùng ông Yousafzai đã đề xuất rằng con gái mình, Malala Yousafzai, lúc đó cô mới 11 tuổi. Lúc bấy giờ, quân đội Taliban (chỉ huy là Maulana Fazlullah) đã chiếm lĩnh làng Swat, chúng cấm vận người dân tiếp xúc với truyền hình, âm nhạc, cấm việc dạy học cho nữ và cấm phụ nữ không được đi mua sắm. Xác của những công an bị chặt đầu bị treo tại quảng trường. Ban đầu một nữ sinh tên là Aisha đang học ở trường của ông Ziauddin Yousafzai đồng ý viết blog cho BBC, tuy nhiên sau đó gia đình đã ngăn cản do lo ngại Taliban. Cuối cùng BBC cũng đồng ý cho Malala viết blog, lúc đó cô mới học lớp bảy.
Mirza Waheed, cựu biên tập viên của BBC tiếng Urdu cho hay, "Chúng tôi đã biết rõ về sự tàn khốc và can thiệp chính trị của Taliban tại Swat, song chúng tôi lại không biết những người dân sống như thế nào". Ban biên tập của BBC lo ngại cho sự an toàn của Malala, do đó họ đã nhất trí dùng một tên giả cho cô. Bài blog được đăng dưới tên "Gul Makai" (có nghĩa là "hoa bắp" trong tiếng Urdu), được lấy theo một nhân vật trong cổ tích Pashtun. Ngày 3 tháng 1 năm 2009, bản thảo của cô được đăng tải trên BBC tiếng Urdu sau khi cô gửi bản viết tay cho một biên tập viên để chỉnh sửa lại. Ngày 15 tháng 1, sắc lệnh cấm nữ giới đi học của Taliban được chính thức phát động, chúng đốt cháy hơn một trăm trường học cho nữ. Cũng trong ngày hôm đó, cô đọc được một phần blog của mình trên một tờ báo địa phương.
Sau vụ cấm vận, Taliban tiếp tục phá hủy nhiều trường học trong khu vực. Ngày 24 tháng 1 năm 2009, Malala tiếp tục viết blog, trong đó cô nói rằng cô vẫn sẽ tiếp tục học cho bài kiểm tra. Tới tháng 2 năm đó, các trường học cho nữ vẫn bị đóng cửa. Ngoài ra các trường tư thục cho nam cũng bị đình trệ tới ngày 9 tháng 2. Ngày 7 tháng hai, Yousafzai cùng em trai trở lại quê nhà Mingora, khi cô bé tới nơi các đường phố đều hoang vắng và "im lặng tới kỳ lạ". Khi cô tới siêu thị để mua quà cho mẹ thì siêu thị đã đóng cửa, tất cả các cửa hàng khác cũng đã đóng cửa. Nhà cửa bị tàn phá và ti vi bị cướp đi mất.
Sau khi các trường học được mở của lại, Taliban tiếp tục hạn chế việc dạy học cho nữ giới và tiếp tục đóng cửa các trường học cho nữ giới, cho dạy học cả nam lẫn nữ. Cô kể lại rằng chỉ có 70 học sinh có mặt trên tổng số 700 học sinh được ghi danh. Ngày 15 tháng 2, báo chí Pakistan đưa tin rằng chính phủ và quân đội sẽ ký hiệp ước hòa bình vào ngày sau đó. Tối hôm đó, Taliban công nhận hiệp ước hòa bình trên đài FM Radio. Ngày 18 tháng 2, Yousafzai xuất hiện trên chương trình Capital Talk để phản đối các chính sách đương thời của Taliban. Ba ngày sau, thủ lĩnh Maulana Fazlulla của Taliban xác nhận sẽ dỡ bỏ những cấm vận của việc dạy học cho nữ giới, tuy nhiên khi nữ giới đến trường phải mang mạng che mặt.